# مقنزع أحمر الرجل
قنزع أحمر الرجلين (الاسم العلمي Cariama cristata)، طائر من طوال الساق وحيد الجنس والنوع مهده أمريكا الجنوبية. وهو كبير الجثة طوله نحو 80 سم. وبسطته 200 سم. ثوبه إلى السمرة الخضراء المواج. بطنه أبيض. عنقه مطوق بالأسود. رأسه قنبري الجبهة مهمازي القفن. يألف المناقع وماري الماء. قوته الحشرات والقشريات والأعشاب. يدثن في أفحوص يخفيه بين الأدغال القريبة من الماء. أنثاه تحضن من 4 إلى 6 بيضات.